# ピルビン酸ナトリウム
ピルビン酸ナトリウム（ピルビンさんナトリウム、Sodium pyruvate）は、ピルビン酸の共役塩基の塩の1つである。

## 生理活性
ピルビン酸は解糖系を始めとする様々な代謝経路の中間体としてできる物質であり、基本的に地球上の生物の細胞はエネルギー源として利用できる。真核細胞内では、ピルビン酸がアセチルCoAに変換され、TCA回路に入ってエネルギーを供給するだけでなく、他のエネルギー産生経路とも関わっている。
ピルビン酸ナトリウムには過酸化水素からの保護効果もあることが、Giandomenicoらにより報告された。このことは複数の独立のグループにより確認された。加えて、脂肪細胞では、ピルビン酸ナトリウムはインスリンのシグナルを受け取った際に起こるグルコースの取り込みを促進することが知られている。

## 用途
ピルビン酸ナトリウムは、細胞の培養を行う際に、細胞のエネルギー源として、培地に加えられることがある。また、ピルビン酸ナトリウムには抗酸化活性とエネルギー源となる他に、血液脳関門を通過することもできるという性質もあり、これらの特徴から脳損傷に関する研究にも用いられることがある。